# علم الأرض الهندسي

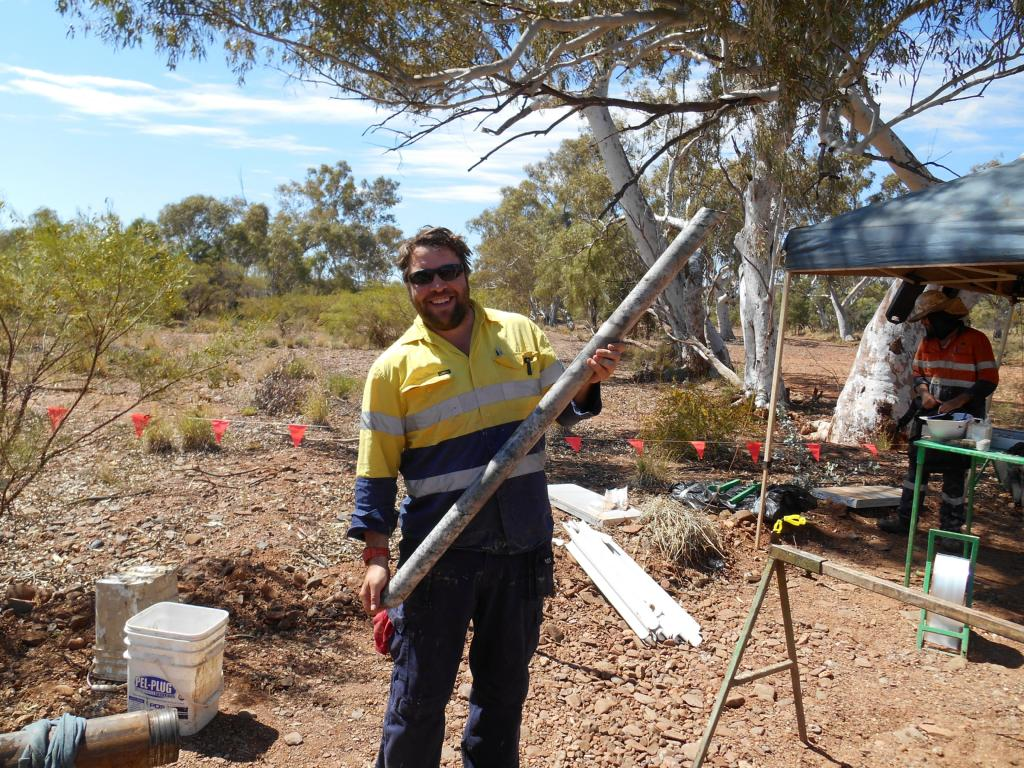
مهندس جيولوجي.

علم الأرض الهندسي (بالإنجليزية: Engineering Geology)‏ هي التطبيق العملي لعلم الجيولوجيا في مجال الهندسة، ويكمن الهدف من هذه العملية في الحرص على أخذ العوامل الجيولوجية بعين الاعتبار والتركيز عليها في الأعمال الهندسية المختلفة، حيث تؤثر هذه العوامل في اختيار الموقع، وعملية التصميم، ومرحلة البناء، وتشغيل المنشأ، بالإضافة إلى أهميتها في صيانة المنشأ.
يوفر علماء الأرض المختصون في مجال الهندسة توصيات جيولوجية وجيوتقنية، كما ويقومون بتحليل وتصميم المنشأ بناءً على التطور البشري في هذا المجال والأنواع المختلفة من المنشآت.
يعد وجود عالم الأرض المختص هندسياً ضرورياً في المشاريع التي تتضمن تفاعلاً بين الطبيعة والمنشأ، وذلك من أجل تقييم أثر عمليات الأرض على الأنشطة البشرية والمنشآت التي ينفذها الإنسان.
يمكن إجراء الدراسات الجيولوجيا الهندسية أثناء مراحل مختلفة من المشروع، حيث يمكن إجراؤها خلال عملية التخطيط، أو عملية تحليل الأثر البيئي، أو عملية التصميم الإنشائي، أو خلال عمليات البناء في المشاريع العامة والخاصة، بالإضافة إلى مراحل الهندسة الاقتصادية، كما يمكن إجراء هذا النوع من الدراسات بعد إتمام بناء المنشأ وخلال المراحل القضائية للمشروع. يشمل العمل الجيولوجي في الهندسة المجالات التالية: تقييم المخاطر الجيولوجية، والهندسة الجيوتقنية، وخصائص المواد، وانزلاق الأرض وخطورة الميلان، والتآكل، والفيضانات، والدراسات الزلزالية، ونزوح المياه.
يتم إجراء الدراسات الجيولوجية الهندسية من قبل جيولوجي أو جيولوجي مختص في مجال الهندسة، إذ يشترط أن يكون قد أتم تعليمه وتدريبه في هذا المجال، كما ويتطلب أن يمتلك هذا المختص الخبرة في التعرف على وتفسير العمليات الطبيعية، بالإضافة إلى فهم أهمية هذه العمليات وأثرها على التراكيب بشرية الصنع وتأثرها بها، كما ويجب أن يكون عليماً بالطرق المستخدمة في مقاومة المخاطر الناتجة عن الظروف الطبيعية أو تلك بشرية المنشأ.
يكمن الهدف الرئيسي من الجيولوجيا الهندسية في الحفاظ على حياة المواطنين وحماية ممتلكاتهم من الأخطار الناتجة عن الظواهر الجيولوجية المتعددة.
ترتبط الجيولوجيا الهندسية ارتباطاً وثيقاً بالهندسة الجيولوجية والهندسة الجيوتقنية، كما ويعزى الاختلاف في المحتوى المشترك بين هذه التخصصات -إن وجد- إلى تفاوت تدريب أو خبرة الجيولوجي.

## تاريخ الهندسة الجيولوجية
على الرغم من أن دراسة الجيولوجيا كانت موجودة منذ قرون، على الأقل في شكلها الحديث، فإن علوم وممارسة الجيولوجيا الهندسية بدأت فقط كنظام معترف به حتى أواخر القرن التاسع عشر وأوائل القرن العشرين، نشر ويليام وينينج أول كتاب بعنوان جيولوجيا هندسية في عام 1880، وفي أوائل القرن العشرين: عمل تشارلز بيركي، وهو جيولوجي أمريكي مدرّب كان يُعتبر أول جيولوجي أمريكي يوظف الجيولوجيا في الهندسة، في عدة مشاريع لإمداد المياه في مدينة نيويورك، ثم عمل لاحقاً في سد هوفر والعديد من المشاريع الهندسية الأخرى. كتب ريس وواتسون أول كتاب مدرسي للجيولوجيا الهندسية الأمريكية في عام 1914، وفي عام 1921، بدأ ريجينالد دبليو بروك الذي كان عميداً في العلوم التطبيقية في جامعة كولومبيا البريطانية، أول برامج البكالوريوس والدراسات العليا في الهندسة الجيولوجية. في عام 1925، نشر كارل فون ترزاغي، وهو مهندس، وجيولوجي تلقى تدريبه في النمسا، أول نص في ميكانيكا التربة (بالألمانية). يُعرف تيرزاجي بأنه رائد علم ميكانيكا التربة، ولكنه كان لديه اهتمام كبير بالجيولوجيا. واعتبر تيرزاجي ميكانيكا التربة فرعاً من الجيولوجيا الهندسية. في عام 1929، نشر تيرزاجي، مع ريدليك، وكامبي، نص جيولوجيا الهندسة الخاصة بهم (أيضا باللغة الألمانية).
نشأت الحاجة إلى خبرة الجيولوجيين في الأعمال الهندسية في عام 1928، وذلك بعد فشل سد سانت فرانسيس في كاليفورنيا، ووفاة 426 شخصاً. كما أن المزيد من حالات الفشل الهندسي التي حدثت في السنوات التالية دفعت أيضاً إلى ضرورة قيام الجيولوجيين الهندسيين بالعمل في مشاريع هندسية كبيرة.                               
في عام 1951، قدمت اللجنة التنفيذية لشعبة الجيولوجيا الهندسية التابعة للجمعية الجيولوجية الأمريكية واحدة من أوائل التعريفات الخاصة «بالجيولوجي الهندسي» أو «الجيولوجيا الهندسية المهنية».                                                                                                                                            

## التطبيق العملي للجيولوجيا الهندسية
إن أحد أهم الأدوار التي يقوم بها الجيولوجي الهندسي هو تفسير التضاريس، والعمليات الأرضية لتحديد المخاطر الجيولوجية المحتملة، وما يرتبط بها من أخطار من صنع الإنسان والتي قد يكون لها تأثير كبير على الهياكل المدنية، والتنمية البشرية. توفر الخلفية في الجيولوجيا للجيولوجي الهندسي فهماً لكيفية عمل الأرض، وهو أمر بالغ الأهمية للحد من المخاطر المرتبطة بالأرض، كما أن معظم الجيولوجيين الهندسيين لديهم شهادات عليا حيث حصلوا على تعليم وتدريب متخصصين في ميكانيكا التربة، وميكانيكا الصخور، والجينوتك، والمياه الجوفية، والهيدرولوجيا، والتصميم المدني حيث توفر هذه الجوانب للمهندس الجيولوجي قدرة فريدة على فهم وتخفيف المخاطر المرتبطة بتفاعلات بنية الأرض.

## نطاق الدراسة
يمكن إجراء الدراسات والأبحاث الجيولوجية الهندسية في العديد من المجالات، منها:
- التطويرات السكنية والتجارية والصناعية.
- المنشآت الحكومية والعسكرية.
- الأعمال والأشغال العامة: ويندرج ضمنها أنظمة تصريف مياه الأمطار، ومحطات توليد الكهرباء، والعنفات (المراوح) الهوائية، وخطوط التحويل، ومحطات معالجة المياه العادمة، ومحطات تنقية مياه الشرب، والتمديدات المائية (القنوات، والمجاري، والمصارف)، والأنفاق، وبناء الخنادق، والقنوات، والسدود، وخزانات المياه، وبناء الأساسات، والسكك الحديدية، والنقل، والطرق السريعة، والجسور، والتحديث والتأهيل الزلزالي، ومنشآت توليد الطاقة، والمطارات، والحدائق.
- تطوير المناجم والمقالع، والسدود الترابية، وحفر واستصلاح الأراضي.
- برامج التوطين وتأهيل المناطق المغمورة بالماء (كالمستنقعات).
- المواقع الحكومية والتجارية والصناعية الخاصة بمعالجة النفايات الخطرة.
- الهندسة الساحلية، وتجديد الرمال، واستقرار المنحدرات البحرية، والموانئ، وتطوير الأرصفة والواجهات البحرية.
- المصبات البحرية، ومنصات الحفر البحرية، وشبكات الأنابيب والكوابل التحت بحرية، وغيرها من أنواع المرافق المختلفة.

## المخاطر الجيولوجية والظروف الجيولوجية القاسية
يتم توظيف الجيولوجيا الهندسية في تقييم وتخفيف المخاطر الجيولوجية وغيرها من الظروف الجيولوجية القاسية، وهذا يشمل:
- تكسر الصدوع في الصدوع النشطة زلزالياً.
- المخاطر الزلزالية (اهتزاز الأرض، والتمييع، والتذبذب، والحركات الأرضية، والتسونامي، والتذبذب المؤقت لمستوى المياه السطحية كالبحيرات).
- الانزلاقات والانهيارات الأرضية، والتدفق الطيني، والانهيارات الصخرية، وتدفق الحطام، والانهيارات الثلجية.
- المنحدرات غير المستقرة.
- عمليات التعرية.
- عمليات رفع وخفض التكوينات الصخرية، مثل عمليات الرفع بسبب قوى التجمد.
- الخسوفات الأرضية (مثل انسحاب مستوى الماء الجوفي، وانهيار الآبار والمجاري الطبيعية، وانهيار الكهوف، وتفكك التربة العضوية، والحركات التكتونية).
- الأخطار البركانية (الثوران البركاني، والينابيع الحارة، وتدفق الحمم البركانية والركام، والانهيارات الركامية الأرضية، وانبعاث الغازات، والزلازل البركانية).
- عمليات تفجير وقص الصخور غير القابلة للتكسير والتحطيم (بحاجة إلى طرق غير تقليدية لتجريفها).
- التربة الضعيفة القابلة للانهيار، وفشل تحمل الأساسات.
- المياه الجوفية السطحية، وغيرها من أنواع القيود الجيولوجية.

وقد يتم استدعاء المهندس الجيولوجي أو الجيوفيزيائي لتقييم مدى قابلية الصخور للحفر؛ لتحديد الحاجة لأعمال التفجير خلال أعمال الحفر الأرضية، وكذلك الانعكاسات المرتبط نتيجة الاهتزازات أثناء عمليات التفجير في المشروع.

## ميكانيكا التربة وميكانيكا الصخور
ميكانيكا التربة هي فرع من فروع المعرفة الذي يطبق مبادئ الميكانيكا الهندسية مثل: الكينماتيكا (علم الحركة المجردة)، والديناميكا، وميكانيكا الموائع وميكانيكا المواد للتنبؤ بالسلوك والخصائص الميكانيكية للتربة. ميكانيكا الصخور هي علم نظري وتطبيقي لدراسة السلوك الميكانيكي للصخور والكتل الصخرية؛ فهو من فروع الميكانيكا الذي يهتم باستجابة وتأثر الصخور والكتل الصخرية لمجالات قوى البيئة الطبيعية المحيطة.
ترتبط جميع العمليات الأساسية بسلوك الوسط المسامي، كما وتعد ميكانيكا التربة وميكانيكا الصخور أساس حل العديد من مشاكل الهندسة الجيولوجية.

## الوسائل وإعداد التقارير
الطرق التي يستخدمها المهندسون الجيولوجيون هي:
- وضع خرائط جيولوجية للهياكل، والتكوينات الجيولوجية، ووحدات التربة بالإضافة إلى المخاطر.
- مراجعة لمحاضرات متخصصة في الجيولوجيا، والخرائط الجيولوجية، وتقارير تقنية، والخطط الهندسية، والتقارير البيئية، وصور جوية مجسمة، وبيانات الاستشعار عن بعد، وبيانات نظام تحديد المواقع، والخرائط الطبوغرافية وصور الأقمار الصناعية.
- الحفر والتنقيب، وأخذ عينات والدخول إلى المواد الصخرية من خلال تجاويف محفورة، واختبارالحفّار للتجاويف والخنادق، وتعطل عملية حفر الخنادق والتجاويف المحفورة بالجرّافة.
- المسج الجيوفيزيائي مثل: الانكسارات الناشئة عن الزلازل، ومسوحات للمقاومة، ومسح للأرض بواسطة الرادار، ومسح لشدة المجالات المغناطيسية، ومسح كهرومغناطيسي، ورسم مظهر جانبي لأسفل القاع بدقة عالية بالإضافة إلى طرق فيزيائية أخرى.
- تعريض جسم لضغط معين بشكل يدوي أو من خلال نظام مراقبة تشويه آلي وتتبع التغير في الشكل والأبعاد من خلال أخذ قياسات منظمة. بالإضافة إلى وسائل وطرق أخرى.

عادةً يتوج مجال العمل بتحليل البيانات وإعداد تقرير جيولوجي هندسي، وتقرير تقني أو تصميم موجز، وتقرير عن الخطر الناتج عن العطل أو الخطر الناتج عن الزلازل، وتقرير جيوفيزيائي، وتقرير عن مصدر المياه الجوفية أو جيولوجيا الماء، يمكن دمج تقرير الهندسة الجيولوجية مع التقرير التقني، الذي عادة يزوّد ذات التحاليل التقنية والتوصيات المتعلقة بالتقييم التي تُوضَّح في التقرير التقني.
يتضمن التقرير الهندسي الجيولوجي الأهداف، والمنهجية المتبعة، ومواقع المراجع، والاختبارات المنجزة، والنتائج والتوصيات للتطوير والتصميم المُفصَّل للأعمال الهندسية، ويوفر المهندسون الجيولوجيون البيانات الجيولوجية من خلال خرائط طبوغرافية، وصور جوية، وخرائط جيولوجية، وخرائط نظم المعلومات الجغرافية بالإضافة إلى خرائط أخرى.

## النمذجة الجيوهندسية لسطح الأرض
وتتم بدراسة تكتونية الأقاليم وتضاريسها والظواهر الطبيعية فيها وتاريخها الجيولوجي وطبقات الصخور والشروط الهدروجيولوجية فيها، ويتكون النموذج الجيوهندسي من الأراضي التي تتشابه فيها هذه الخصائص. وتقسم الأراضي إلى نماذج مختلفة باختلاف تلك الخصائص. ويوضع لكل نموذج كتيب تعليمات يوضح خصائص الأراضي والتعليمات والتوصيات الواجب اتباعها لأنشطة الإنسان المختلفة، وخاصة الأعمال الإنشائية.

## التنبؤ بالظواهر الجيوهندسية
تخضع الكرة الأرضية باستمرار لعمليات وظواهر جيولوجية متنوعة: انزلاقات - انهيارات - تصدعات - انخفاسات في المناطق الكارستية …إلخ. وبعض هذه الظواهر ذو آثار كارثية بشرية ومادية. ومثل هذه الحوادث في تزايد مستمر بسبب تزايد إخلال الإنسان بالتوازن الطبيعي وإفساده للبيئة. ويتم التنبؤ بالظواهر الجيوهندسية وتقدير شدتها بالمراقبة المستمرة الأرضية والفضائية، وتنفيذ الاختبارات الدورية في المواقع، ووضع النماذج الرياضية لهذه الظواهر، ومعالجتها على أساس المعطيات التجريبية، ومن ثم استنباط الحلول المناسبة لدرء أخطارها أو الحد من وقوعها.